# Lizanne Murphy
Lizanne Murphy (15 de março de 1984) é uma basquetebolista profissional canadense.

## Carreira
Lizanne Murphy integrou a Seleção Canadense de Basquetebol Feminino, em Londres 2012 e Rio 2016.